# Chelles (Sekwana i Marna)
Chelles – miejscowość i gmina we Francji, w regionie Île-de-France, w departamencie Sekwana i Marna.
Według danych na rok 1990 gminę zamieszkiwało 45 365 osób, a gęstość zaludnienia wynosiła 2853 osób/km² (wśród 1287 gmin regionu Île-de-France Chelles plasuje się na 40. miejscu pod względem liczby ludności, natomiast pod względem powierzchni na miejscu 148.).